# Дарел Вилијамс
Дарел Вилијамс (енгл. Darrell Williams; Чикаго, Илиноис, 15. септембар 1989) је амерички кошаркаш. Игра на позицијама крилног центра и центра.

## Колеџ каријера
Вилијамс је играо на мањим колеџима Чипола и Мидланд пре него што се 2010. године пребацио на познатији универзитет Оклахома Стејт. Док је наступао за њих оптужен је за сексуално злостављање, осуђен, а затим ослобођен активношћу удружења које помаже неправедно осуђеним лицима. Вилијамс се кошарци успешно вратио у дресу универзитета Тексас А&М Комерц (енгл. Texas A&M–Commerce), члану Друге дивизије НЦАА лиге. Са њима је у сезони 2014/15. имао просек од 18,5 поена и 12,4 скока на 32 утакмице. 

## Професионална каријера
Након што није изабран на НБА драфту 2015. играо је летњу лигу за Чикаго булсе где је за нешто више од девет минута по мечу бележио 3,8 поена уз 4,6 скокова. Први професионални ангажман имао је у белгијском Вервје-Пепинстеру. Ту је у првенству Белгије бележио просечно 17,2 поена и 10,7 скокова по мечу за 26,2 минута проведених на паркету. Вилијамс је 8. јануара 2016. потписао уговор са Партизаном до краја сезоне 2015/16. У црно-белом дресу бележио је просечно 5,5 поена на шест утакмица у АБА лиги, и девет поена на 12 мечева у Суперлиги. У јулу 2016. постао је играч Хапоела из Тел Авива и са њима се задржао до 16. априла 2017. када је уговор раскинут. Као играч Хапоела просечно је бележио 11,7 поена уз 6,9 скокова по утакмици у шампионату Израела. Дана 23. априла 2017. прикључио се клубу Бнеи Херцлија до краја сезоне. У сезони 2017/18. је био играч Јешилгиресуна.